# Akkusativ med infinitiv
Akkusativ med infinitiv (eller objekt med verbal infinitiv, latin: accusativus cum infinitivo, genstandsfald med navneform) er en grammatisk konstruktion, der findes på de fleste sprog. På dansk og beslægtede sprog er konstruktionen ikke nær så almindelig som på f.eks. klassisk latin og græsk. 
Akkusativen er logisk subjekt, og infinitiven er logisk verballed. Ved omskrivning bliver akkusativleddet således subjekt og infinitiven verballed: Jeg så ham komme → Jeg så, at han kom.

## Dansk
Et eksempel på dansk på akkusativ med infinitiv er:
Jeg så ham løbe.
Her er "ham" en akkusativ, "løbe" er en infinitiv, og "ham løbe" fungerer i sætningen tilsammen som genstandsled for "jeg så", ikke "ham" alene. 
Sætningen kan omskrives, så akkusativ med infinitiv bliver til en ledsætning, der fungerer som genstandsled i hovedsætningen:
Jeg så, at han løb.
Et andet eksempel er:
Jeg husker ham møde på arbejdet kl. 8 / Jeg husker, at han mødte på arbejdet kl. 8.
På dansk er det forholdsvis få verber, der normalt kan tage akkusativ med infinitiv: høre, se, føle, mærke, huske, bede, byde, påbyde, forbyde, (til)lade. I det sidste tilfælde er omskrivningen dog ikke så regulær: Jeg lod ham lufte hunden vil normalt omskrives med Jeg tillod, at han luftede hunden.
Der vil eventuelt kunne indskydes et at foran infinitivformen:
Jeg forbyder dig (at) komme / Jeg forbyder, at du kommer.

## Klassisk latin
På klassisk latin er der en del flere verber, der kan tage akkusativ med infinitiv. Dette skyldes især, at latinske verber har væsentlig flere former end de danske, således tre infinitivformer, hvor vi på dansk kun har en. Mens dansk f.eks. har verbet "at komme", findes på latin formerne "venire" ("at komme", nutid), "venisse" ("at være kommet", fortid), "venturus esse" ("at ville komme", fremtid). Dermed kan man få mange flere forskellige betydninger frem ved at bruge akkusativ med infinitiv i stedet for en ledsætning, end man kan på dansk:
Video eum venire (dansk: "Jeg ser ham komme" / "Jeg ser, at han kommer").
Vidi eum venire (dansk: "Jeg så ham komme" / "Jeg så, at han kom").
Video eum venisse (dansk: "Jeg ser, at han er kommet" / ordret oversættelse "Jeg ser ham at være kommet" bruges ikke på dansk).
Vidi eum venisse (dansk: "Jeg så, at han var kommet" / ordret oversættelse "Jeg så ham at være kommet" bruges ikke på dansk).
Video eum venturum esse ("venturum" er akkusativ af "venturus". Dansk: "Jeg ser, at han vil komme" / ordret oversættelse "Jeg ser ham at ville komme" bruges ikke på dansk).
Vidi eum venturum esse ("venturum" er akkusativ af "venturus". Dansk: "Jeg så, at han ville komme" / ordret oversættelse "Jeg så ham at ville komme" bruges ikke på dansk).
Et eksempel på en klassisk latin-sætning er Cato den Ældres udsagn:
Ceterum censeo Carthaginem esse delendam.
Udsagnet er bygget op over sætningen "Carthago delenda est" ("Karthago bør ødelægges"), hvor "delenda" er gerundiv-formen (nominativ hunkøn ligesom "Carthago") af "deleo" ("jeg ødelægger"). Når denne sætning sættes på som genstandsled til "Ceterum censeo" ("Desuden mener jeg"), bliver den til akkusativ med infinitiv "Carthaginem esse delendam" ("delendam" er akkusativ ligesom "Carthaginem"). På dansk bliver den samlede oversættelse af udsagnet:
I øvrigt mener jeg, at Karthago bør ødelægges.
I den senklassiske latin og middelalderlatin begyndte man at bruge ledsætninger ved hjælp af bindeordet "quod" ("at"). Muligvis har man også gjort det i daglig tale, såkaldt vulgærlatin, samtidig med at man i højtideligt, skriftligt sprogbrug har brugt akkusativ med infinitiv. Således ville det ovenstående citat på vulgærlatin lyde:
Ceterum censeo quod Carthago delenda est.

## Nominativ med infinitiv
Hvis en aktiv sætning med akkusativ med infinitiv omsættes til passiv, har vi den lidt sjældnere konstruktion nominativ med infinitiv.
- Aktiv - akkusativ med infinitiv: Dicit vulnus sanari (han siger, at såret heles/læges) (NB vulnus n. -eris er neutrum, så vulnus både i nom. og akk.)
- Passiv - nominativ med infinitiv: Vulnus dicitur sanari (såret siges at læges)

## Eksempler på akkusativ med infinitiv fra moderne europæiske sprog
- Engelsk: I saw her go (Jeg så hende gå)
- Fransk: Je regarde les gens rire dans le jardin (Jeg ser folk le i haven)
- Nederlandsk (hollandsk): Ik zag hem naar buiten gaan (Jeg så ham gå udenfor)
- Tysk: Ich sah ihn kommen (Jeg så ham komme)